# IC 3418
IC 3418 ist eine irreguläre Galaxie vom Hubble-Typ IBm im Sternbild Jungfrau am Nordsternhimmel. Sie ist schätzungsweise 17 Millionen Lichtjahre von der Milchstraße entfernt und hat einen Durchmesser von etwa 1.000 Lj. Die Galaxie ist unter der Katalognummer VCC 1217 als Mitglied des Virgo-Galaxienhaufens gelistet.

Im selben Himmelsareal befinden sich u. a. die Galaxien NGC 4491, IC 3413, IC 3431, IC 3437.
Das Objekt wurde am 10. Mai 1904 von Royal Harwood Frost entdeckt.